# T.25
T.25 – mikrosamochód wyprodukowany przez brytyjskie przedsiębiorstwo Gordon Murray Design w 2010 roku.

## Historia i opis modelu

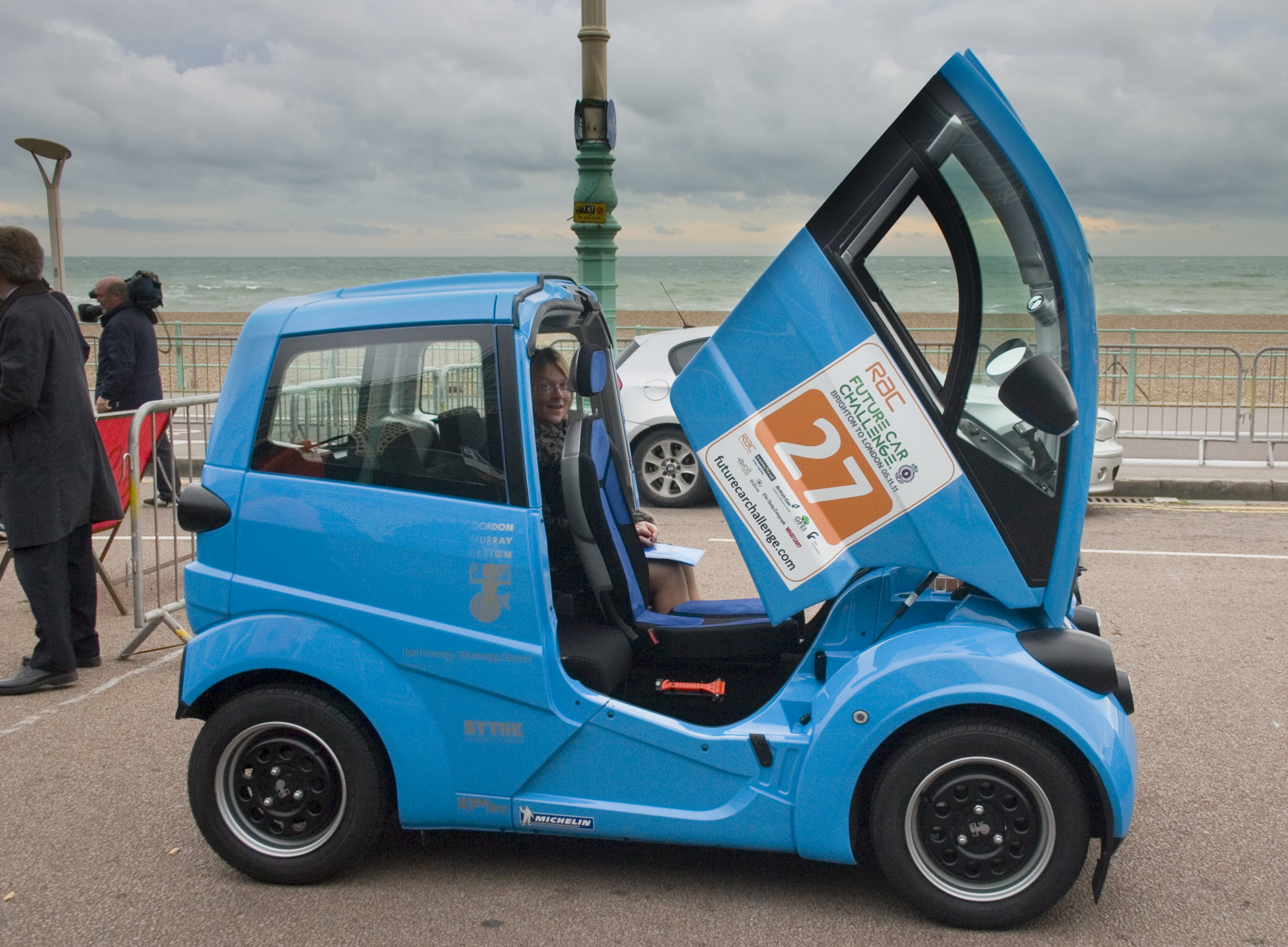
T.27 - sylwetka

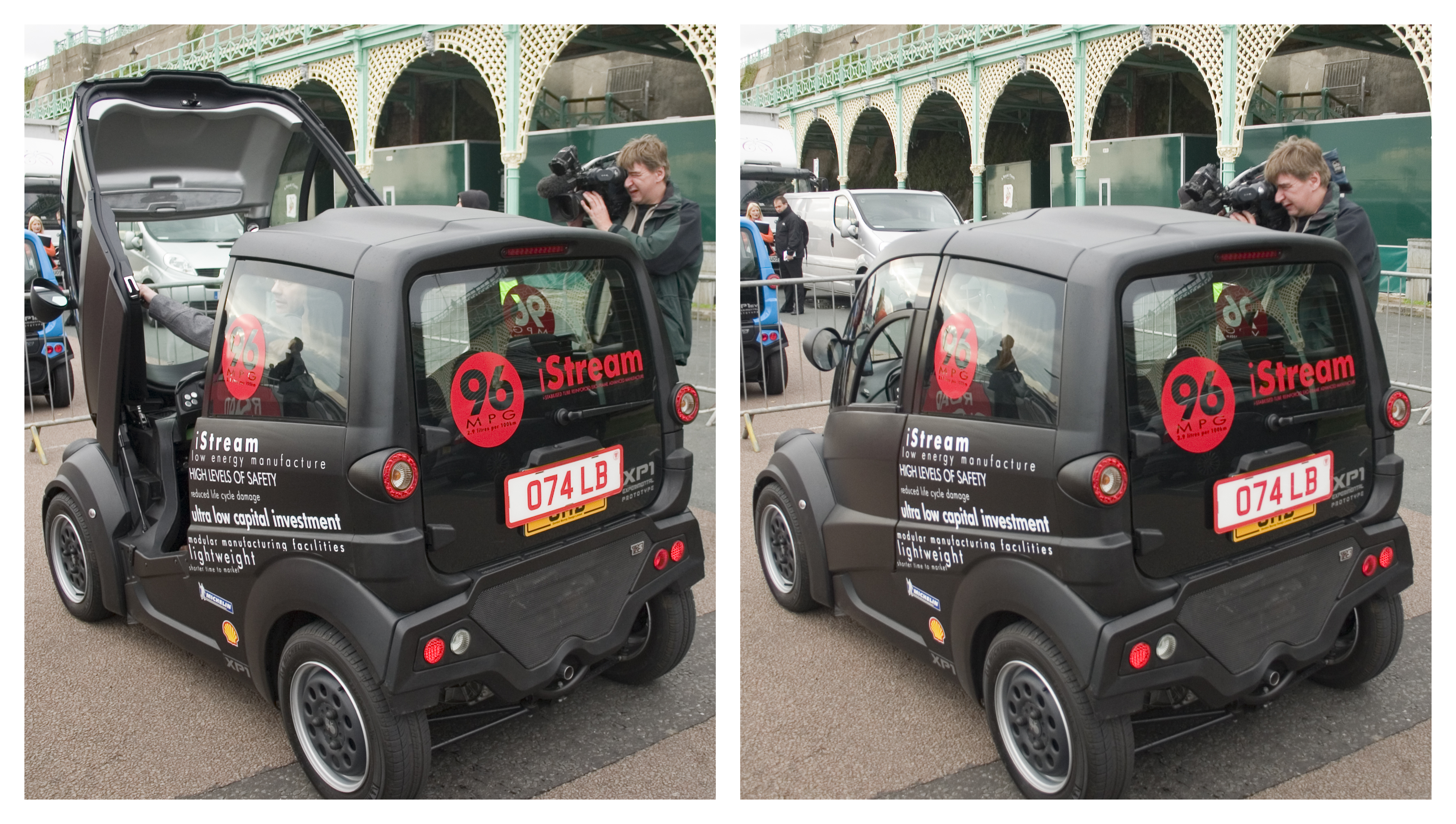
T.25 - tył

W październiku 2008 roku potwierdzone zostało, że założone rok wcześniej przedsiębiorstwo Gordon Murray Design pracuje nad projektem nietypowego, lekkiego mikrosamochodu o długości 2,4 metra stanowiącego bardziej kompaktową alternatywę dla np. Smarta Fortwo czy Toyoty iQ. Samochód oficjalnie zaprezentowano w czerwcu 2010 roku jako po prostu T.25, przyjmując postać niekowencjonalnego hatchbacka pobawionego tradycyjnych, bocznych drzwi. Zamiast tego zastosowana została odchylana, przednia część nadwozia obejmująca szybę czołową oraz fragment dachu oraz bocznego przeszklenia, która daje dostęp do dwumiejscowej kabiny.
Projektując T.25, Gordon Murray jako główny punkt inspiracji potraktował swój najsłynniejszy projekt - hipersamochód McLaren F1. W ten sposób, zwężana ku przodowi kabina pasażerska otrzymała centralnie ulokowane siedzisko kierowcy. Nadwozie urozmaiciły wyraźnie zarysowane przetłoczenia i wysoko poprowadzona linia szyb, z kolei tylne lampy zajęły niewielką powierzchnię posiadając okrągły kształt. Niewielkie wymiary zewnętrzne pozwoliły nie tylko na niską masę całkowitą i ekonomiczne parametry układu napędowego, ale i łatwość w manewrowaniu w miejskich warunkach - T.25 dostosowano do parkowania prostopadle do traydycyjnych samochodów stojących wzdłuż ulicy.
Do napędu T.25 Gordon Murray wykorzystał niewielki, trzycylindrowy silnik benzynowy o pojemności 0,6 litra i mocy 51 KM, przenosząc moc na oś tylną, co pozwoliło na rozpędzenie się maksymalnie do 145 km/h i osiągnięcie 100 km/h w 16,2 sekundy. Do napędu zastosowana została zautomatyzowana, sekwencyjna 5-biegowa przekładnia biegów. Producent twierdził, że dzięki masie wynoszącej 575 kilogramów i parametrach układu napędowego, w cyklu miejskim T.25 może uzyskać średnie spalanie równe ok. 3,82 litrów na 100 kilometrów.

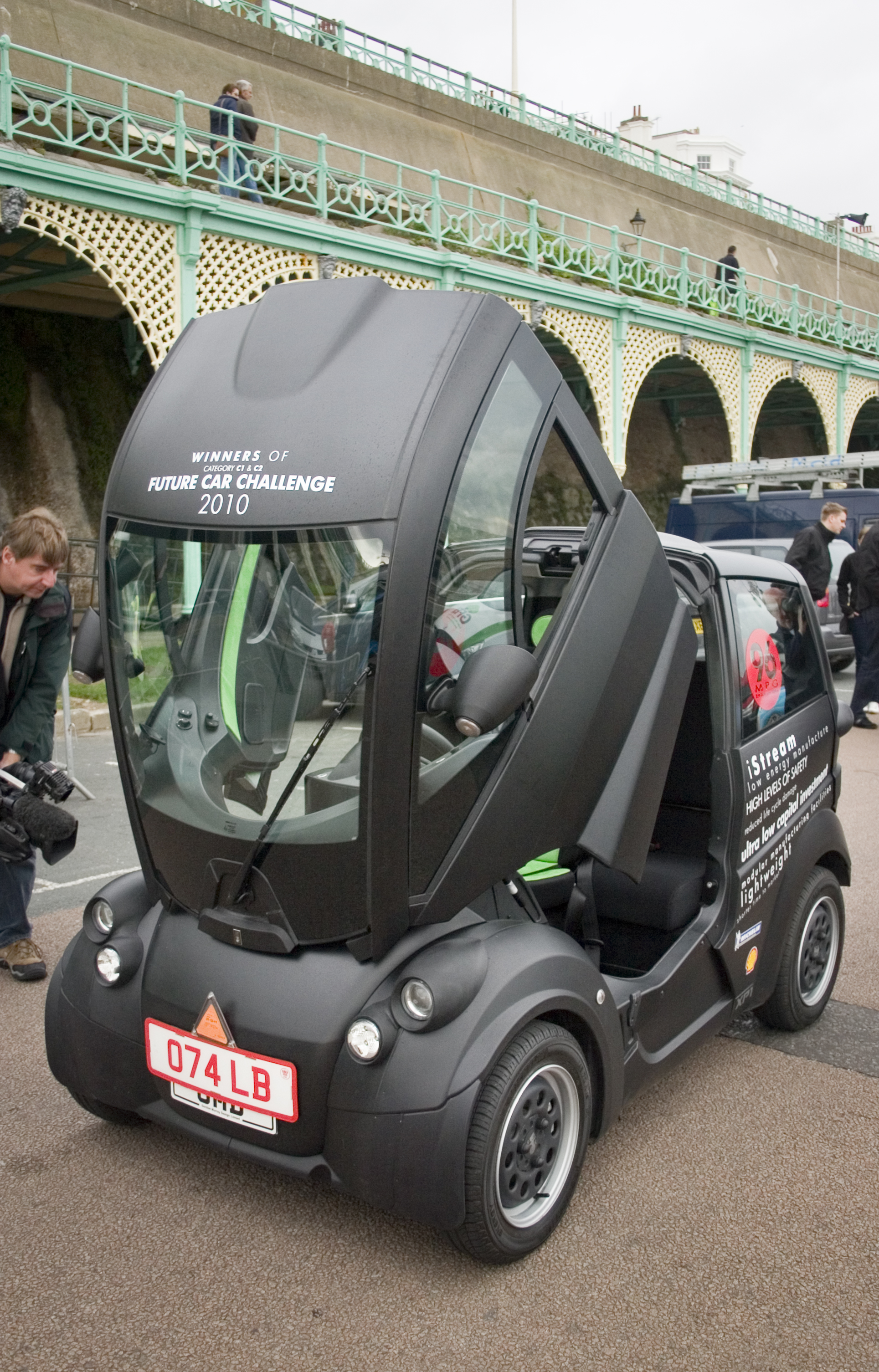
T.25

### T.27
W styczniu 2011 roku Gordon Murray zaprezentował wariację na temat T.25 o napędzie w pełni elektrycznym. T.27 skonstruowany został we współpracy z brytyjskim przedsiębiorstwem Zytek Automotive, które dostarczyło m.in. silnik o mocy 34 KM i 64 Nm maksymalnego momentu obrotowego. Jednostka ta pozwoliła rozpędzić się do 100 km/h w 15 sekund, zyskując prędkość maksymalną 105 km/h. Na jednym ładowaniu samochód miał osiągać ok. 160 kilometrów. Samochód nie wykroczył poza fazę prototypową, nie trafiając ostatecznie do produkcji. Koszt niezrealizowanego projektu wyniósł 9 milionów funtów, z dofinansowaniem z brytyjskich środków publicznych.

### Sprzedaż
W momencie premiery T.25 Gordon Murray deklarował, że chce rozpocząć seryjną produkcję swojego mikrosamochodu w ciągu 2 lat, do 2012 roku. Termin ten uległ jednak opóźnieniu, w sierpniu 2013 wskazując, że zarówno spalinowe T.25, jak i elektryczne T.27 ma docelowo trafić do seryjnej produkcji w 2016 roku. Także i te zapowiedzi zostały jednak zrewidowane w 2015 roku, kiedy to głęboko zmodyfikowane T.25 miało zostać wprowadzone do produkcji przy udziale koncernu paliwowego Shell, jednak i to nie wykroczyło poza fazę prototypową. Po 2017 roku Gordon Murray Design przeobraziło się w 2017 roku w Gordon Murray Automotive, porzucając dotychczasowe prace nad mikrosamochodami na rzecz limitowanych supersamochodów.

### Silnik
- R3 0.6l 51 KM